# إبراهيم عزيز
إبراهيم عزيز  (و. 1959  م) هو رياضي إماراتي، شارك في الألعاب الأولمبية الصيفية 1984.

## روابط خارجية
- إبراهيم عزيز على موقع أوليمبيديا (الإنجليزية)